# Örebroutställningen 1883

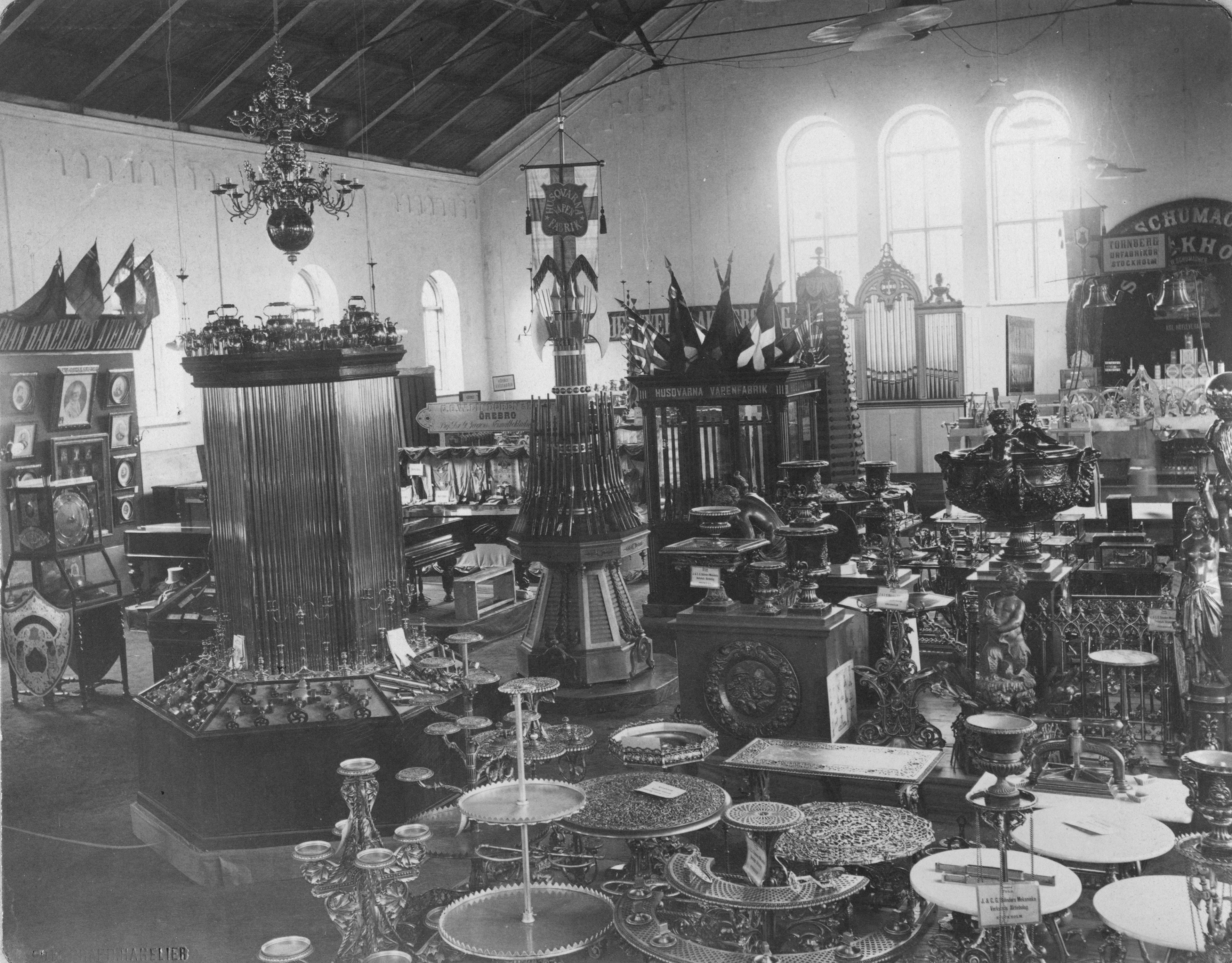
Industri- och Hemutställningen i Örebro, 1883. Fotograf: Bernhard Hakelier. Tekniska museets arkiv.

Örebroutställningen 1883 var en kombinerad industri- och hemslöjdsutställning, samt lantbruksmöte. Utställningen invigdes den 11 juli av kung Oscar II. Mötesplatsen var på Alnängarna i Örebro och antalet utställare var 580.
Örebroutställningen 1883 var den första stora utställningen som lyfte fram de industriella framstegen.

I Nerikes Allehanda kunde man läsa: "Utställningen är vacker och prydlig och innehåller en mängd intressanta föremål, representerande de flesta yrken och industrier."
| ”                                         | Utställningskommissarie var Wilhelm Wenström, far till uppfinnaren Jonas Wenström. Jonas Wenströms företag Elektriska Aktiebolaget (ASEA) förärades med en guldmedalj vid utställningen med sina dynamo-elektriska maskiner. Vid utställningen i ridhuset vid Karolinska läroverket kunde örebroarna mellan klockan 9 - 11 på kvällen se utställningslokalen upplyst av elektriskt ljus. Detta var första gången elektriskt ljus förevisades offentligt i Örebro. | „ |
| – Örebroutställningen 1883 - Arkivcentrum | |   |

## Utställningslokalen var upplyst av elektriskt ljus

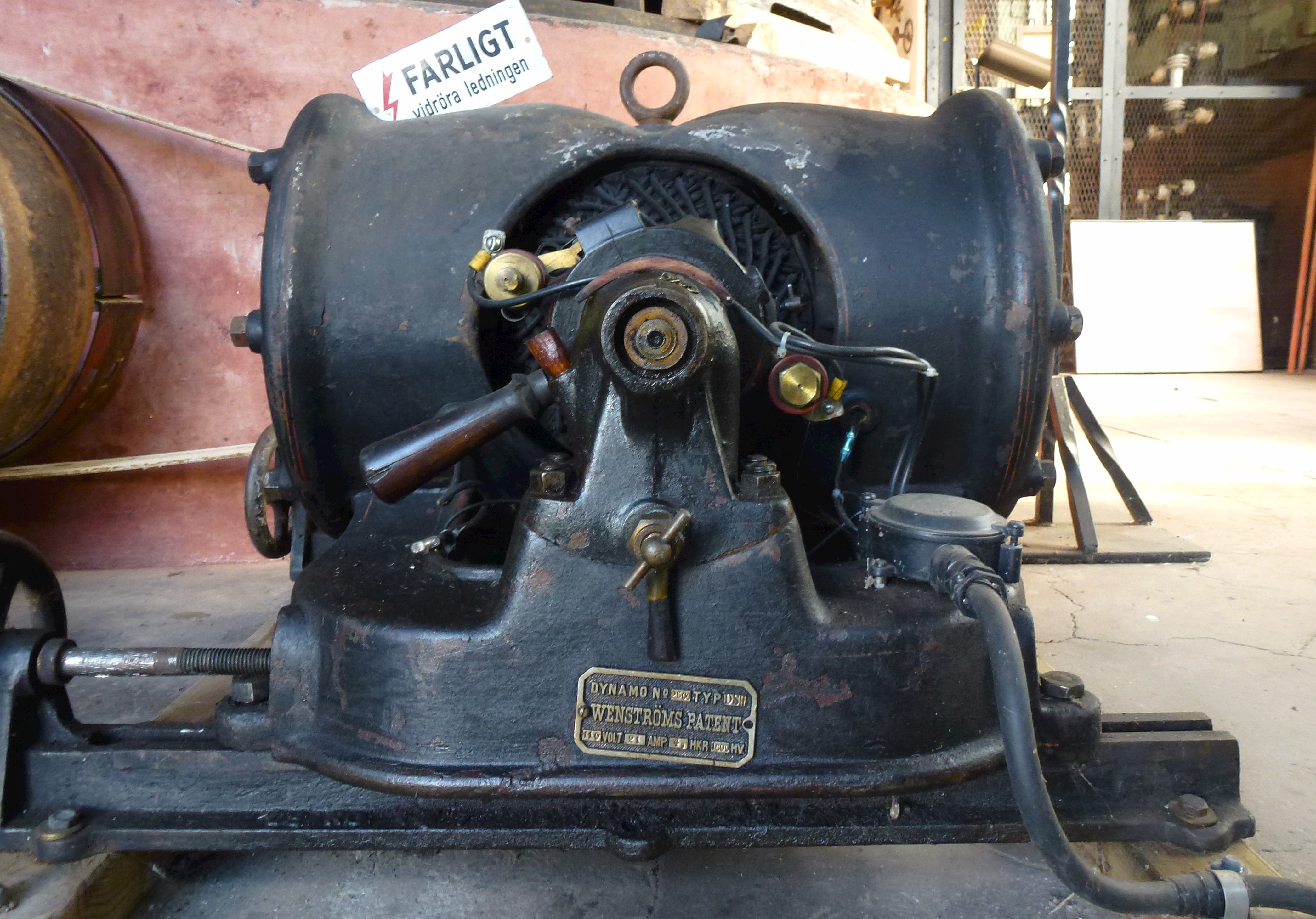
En dynamo, "Jonas Wenströms patent", står i Västanfors gamla kraftstation.

Ingenjören och uppfinnaren Jonas Wenströms huvudområde var elektroteknik. Han var nära att förekomma Thomas Edison med en glödlampa 1880. En av Thomas Edisons uppfinningar var den första användbara glödlampan. I december 1879 visade Thomas Edison för första gången upp en funktionell glödlampa. Elektriskt ljus är en anordning som producerar synligt ljus från elektrisk ström. Den första kommersiella ljuskällan, glödlampan började spridas kommersiellt omkring 1880. En dynamo är en elektrisk generator som skapar likström med hjälp av en kommutator. En dynamometer eller fjädervåg är ett mätinstrument för storheten kraft, vanligen graderad i enheten N (newton). Inom elektroteknik är elektrisk maskin en allmän term för maskiner som använder elektromagnetiska krafter, såsom elmotorer, elgeneratorer och andra. De är elektromekaniska omvandlare: en elmotor omvandlar elektricitet till mekanisk kraft medan en elektrisk generator omvandlar mekanisk kraft till elektricitet.